# Basilica (Ercolano)

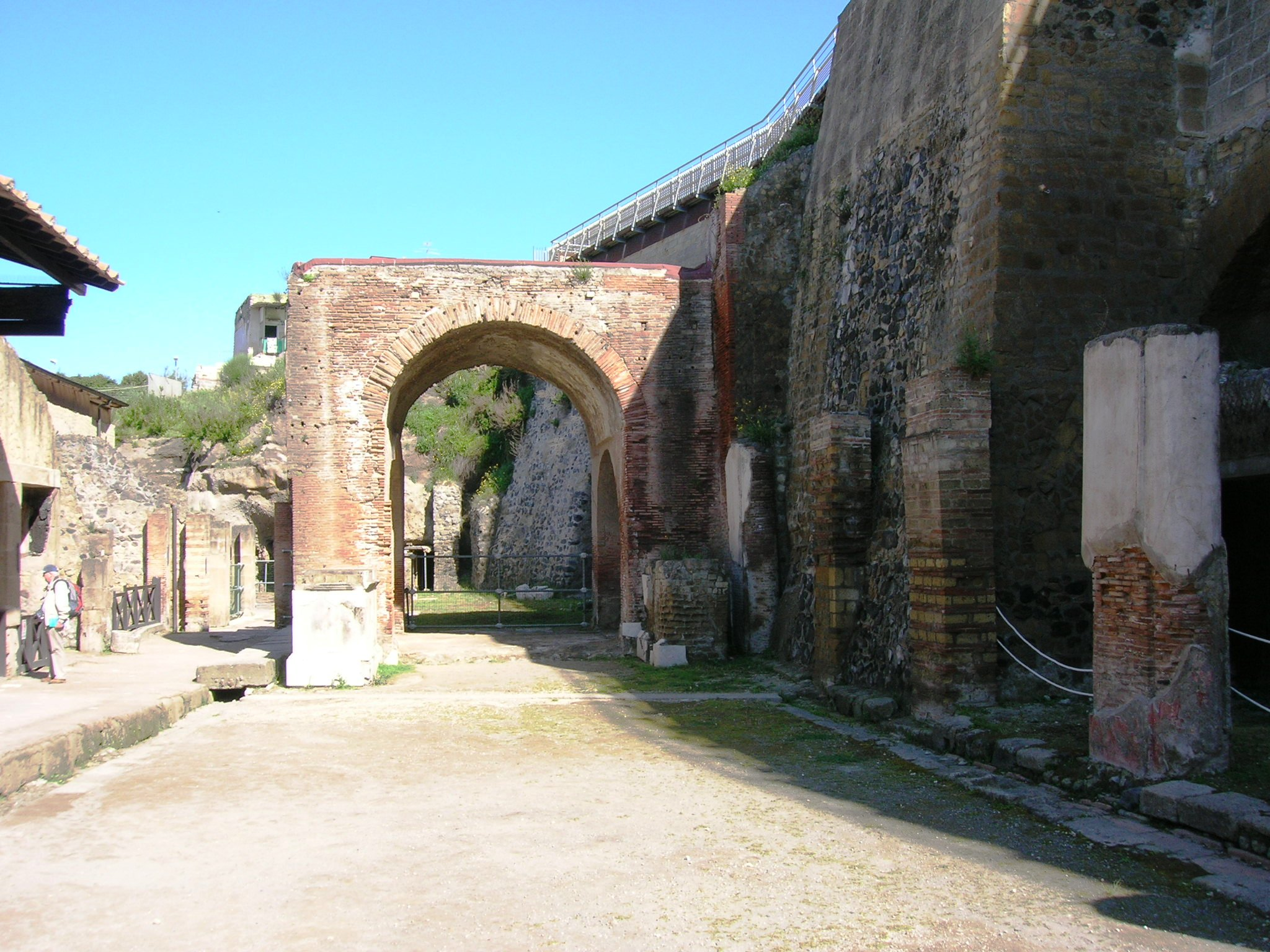
L'arco quadrifronte

La Basilica, chiamata anche Augusteum, è un edificio pubblico di epoca romana, sepolto durante l'eruzione del Vesuvio del 79 e ritrovato a seguito degli scavi archeologici dell'antica Ercolano: ancora quasi interamente da riportare alla luce, è stato esplorato solo tramite cunicoli ed oltre alla normale funzione amministrativa e giudiziaria, era utilizzato anche per il culto dell'imperatore.

## Storia

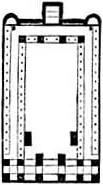
Pianta da Charles Cochin

La Basilica venne costruita durante l'epoca giulio-claudia nel I secolo a.C.; fu poi danneggiata dal terremoto di Pompei del 62, a seguito del quale subì dei lavori di ristrutturazione per volere dell'imperatore Tito Flavio Vespasiano. Le colate piroclastiche provocate dall'eruzione del Vesuvio del 79, la seppellirono sotto una spessa colte di fango ed il suo ritrovamento avvenne nel XVIII secolo, quando gli esploratori borbonici la indagarono tramite cunicoli, depredandola di tutti i suoi averi; non apparve subito chiaro di quale edificio si trattasse: Roque Joaquín de Alcubierre la definì un tempio, Francisco La Vega il foro e Michele Ruggiero una palestra. Successivamente si venne a conoscenza della sua reale funzione, ossia quella di basilica, grazie al ritrovamento di un'epigrafe sulla quale era riportato anche il nome del suo costruttore, ossia Marco Nonio Balbo, che così recitava:
Il gran numero di statue e gli affreschi con temi classici dell'arte greca ritrovate al suo interno, furono riprodotte mediante disegni, alimentando non solo la corrente neoclassicista, ma attirando sulla zona sempre maggiori artisti che si recavano in Italia per il Grand Tour. Durante le esplorazioni di Amedeo Maiuri, nella prima metà del XX secolo, solo la parte del chalcidicum, ossia il portico d'ingresso, fu riportata alla luce, mentre tutto il resto è ancora da scavare: nel 2012, i reperti della Basilica, sono stati oggetto di una mostra al museo del Hermitage di San Pietroburgo.

## Descrizione

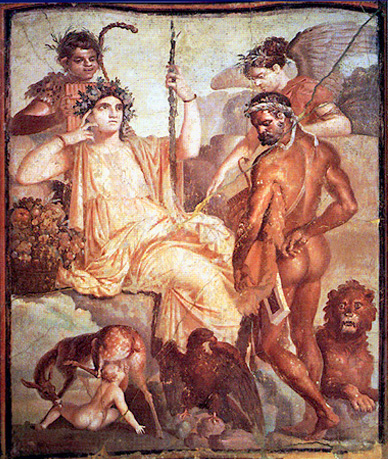
L'affresco di Eracle che riconosce Telefo

La struttura della Basilica è nota attraverso un disegno di Charles-Nicolas Cochin del 1754: ha una lunghezza di sessanta metri per una larghezza di quaranta, presenta cinque ingressi lungo i lati ed ha una pianta simile all'Edificio di Eumachia a Pompei. L'unica zona riportata alla luce è quella dell'ingresso principale lungo il chalcidicum, che si affaccia sul decumano massimo: questo è caratterizzato da un arco quadrifronte con decorazioni in quarto stile in stucco, tra cui si riconosce un satiro sdraiato, mentre nelle vicinanze sono presenti tre basi in bronzo dove poggiavano altrettante statue, delle quali una era una statua equestre di Marco Nonio Balbo, rivolto verso l'edificio, mentre le altre due non sono state ritrovate.
Internamente due file di colonne in mattoni rivestiste in stucco, più una terza posta sul fondo, dividono la Basilica in tre navate: una centrale, di maggiori dimensioni e pavimentata in marmo e due laterali più strette, pavimentate in opus sectile con marmi policromi e con pareti decorate tramite archi e lesene nelle quali si aprono delle nicchie dove sono state ritrovate diverse statue tra cui quella di Livia Drusilla, Agrippina, Germanico Giulio Cesare e della famiglia di Marco Balbo; il cornicione sopra il portico ha decorazioni in stucco in quarto stile con rappresentazioni di leoni, delfini e combattimenti erotici. Sul fondo della costruzione tre absidi: una centrale di forma rettangolare in corrispondenza della navata maggiore, con affreschi raffiguranti Eracle che riconosce Telefo e Teseo vincitore sul Minotauro e due laterali, in corrispondenza delle navate laterali con affreschi quali Achille e Chirone e Marsia e Olimpo; di fronte all'esedra centrale è stato rinvenuto un gruppo di statue raffigurante Augusto, Claudio e Tito con una corazza decorata con elefanti, mentre davanti alle esedre laterali le statue in bronzo di Augusto e Claudio; sia gli affreschi che le statue, tutte con iscrizione recante il nome della persona raffigurata, che diverse epigrafi, sono conservate all'interno del museo archeologico nazionale di Napoli.